# Comuna Krasne Pole, Markivka
Krasne Pole (în ucraineană Красне Поле) este o comună în raionul Markivka, regiunea Luhansk, Ucraina, formată din satele Heraskivske, Kaskivka, Krasne Pole (reședința), Pervomaiske și Vîsociînivka.

## Demografie
Componența lingvistică a comunei Krasne Pole
     Ucraineană (93,13%)
     Rusă (6,58%)
     Alte limbi (0,14%)
Conform recensământului din 2001, majoritatea populației comunei Krasne Pole era vorbitoare de ucraineană (93,13%), existând în minoritate și vorbitori de rusă (6,58%).